# ليه كرين
ليه كرين (بالإنجليزية: Les Crane)‏ هو طيار ودي جيه ومقدم تلفزيوني وضابط وممثل أمريكي، ولد في 3 ديسمبر 1933 في نيويورك في الولايات المتحدة، وتوفي في 13 يوليو 2008 في Greenbrae, California ‏ في الولايات المتحدة.

## وصلات خارجية
- ليه كرين على موقع IMDb (الإنجليزية)
- ليه كرين على موقع ميوزك برينز (الإنجليزية)
- ليه كرين على موقع أول موفي (الإنجليزية)
- ليه كرين على موقع قاعدة بيانات الأفلام السويدية (السويدية)
- ليه كرين على موقع ديسكوغز (الإنجليزية)
- ليه كرين على موقع قاعدة بيانات الفيلم (الإنجليزية)